# Jerzy Żuławski

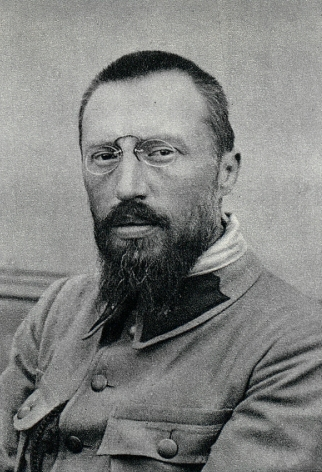
Jerzy Żuławski als Legionär (1914)

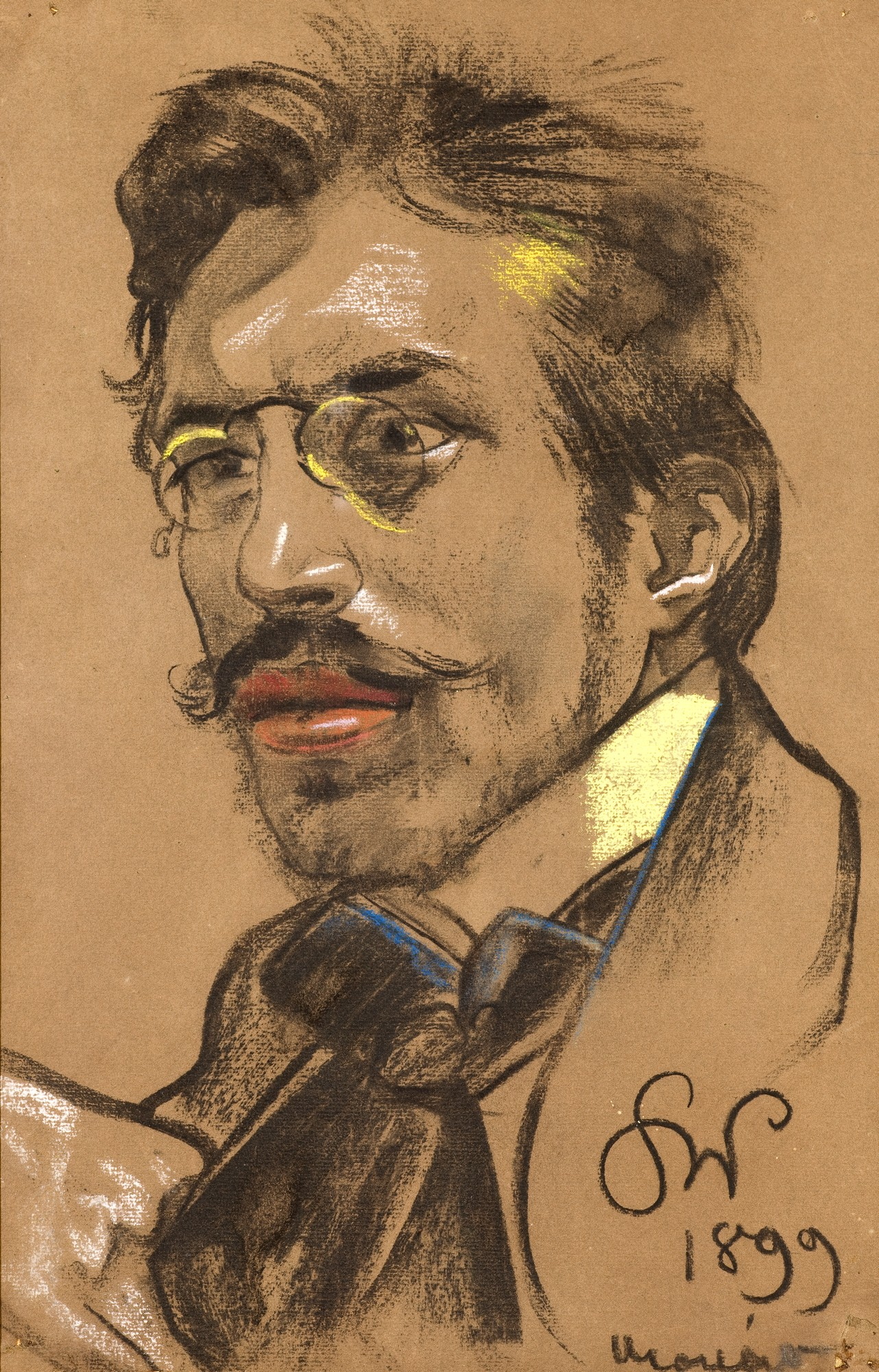
Jerzy Żuławski, Porträt von Stanisław Wyspiański (vor 1907)

Jerzy Żuławski (* 14. Juli 1874 in Lipowiec; † 9. August 1915 in Dębica) war ein polnischer Schriftsteller, Lyriker und Dramatiker. Bekannt ist er heute vor allem für seine Mondtrilogie, die als Beginn der polnischen Science-Fiction-Literatur gilt.

## Leben

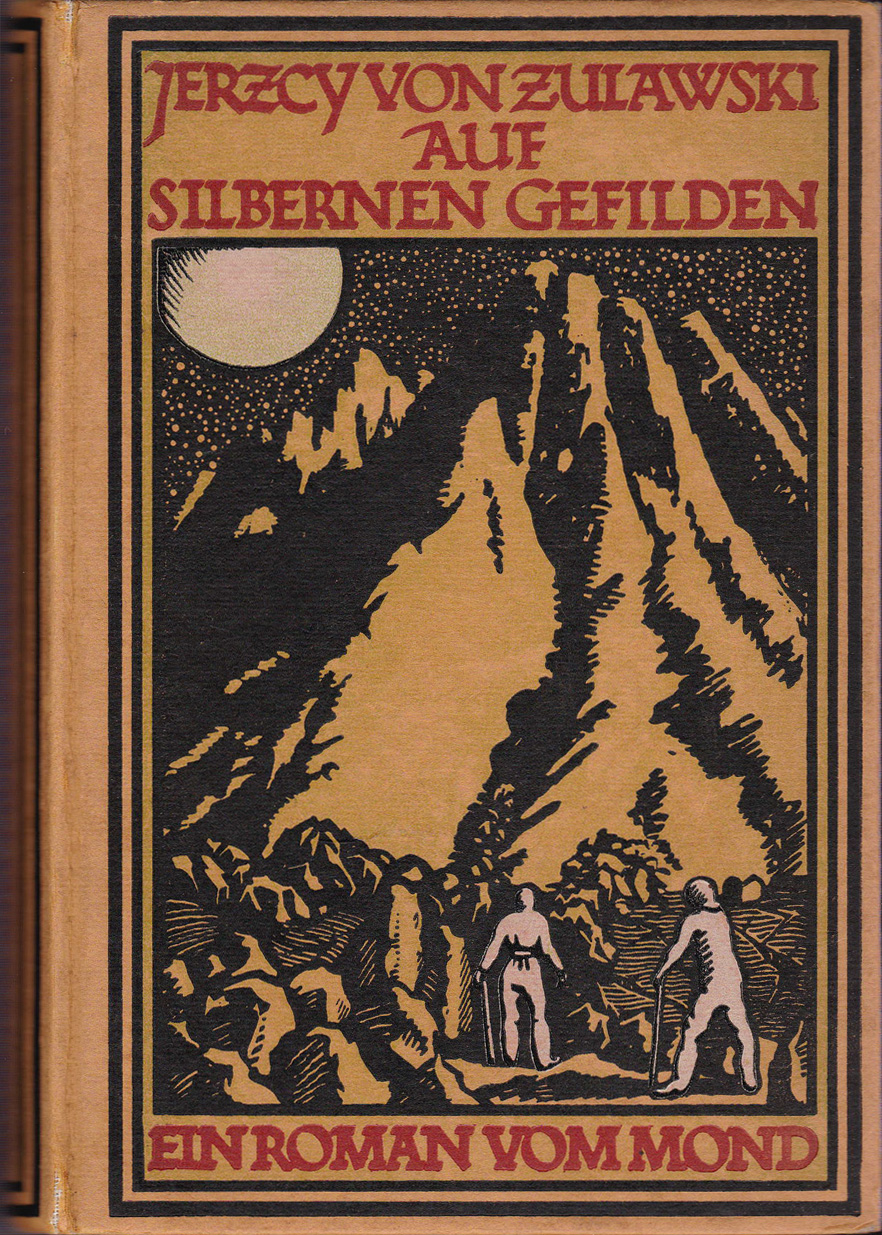
Deutsche Erstausgabe von Auf silbernen Gefilden mit Schreibfehler im Namen, Verlag Georg Müller, München 1914

Żuławski wurde im ehemaligen Galizien geboren und verbrachte fast sein gesamtes Leben im heutigen Karpatenvorland im Süden Polens. Sein Vater besaß ein eigenes rund 50 Hektar großes Landgut unweit des Dorfes Glinik und gehörte dem polnischen Landadel an. Nach dem Besuch des Gymnasiums in Bochnia erlangte Żuławski seine Hochschulreife in Krakau und studierte anschließend an der Technischen Hochschule Zürich. Von dort wechselte er 1895 an die Universität Bern, an der er 1898 das Doktorat in Philosophie erwarb. Danach arbeitete er als Gymnasiallehrer in Jasło und Krakau, widmete sich aber ab 1902 ganz seinem literarischen Wunschberuf. Zu seinen engsten Wegbegleitern zählten in dieser Zeit insbesondere der Dramatiker Lucjan Rydel sowie die Lyriker Kazimierz Przerwa-Tetmajer und Jan Kasprowicz. Darüber hinaus war er begeisterter Alpinist, unternahm von seinem Wohnsitz in Zakopane mit seinem jüngeren Bruder Janusz Żuławski mehrere Erstbesteigungen in der Hohen Tatra und war Mitbegründer des Freiwilligen Tatra-Rettungsdienstes. Nach Ausbruch des Ersten Weltkrieges schloss sich Żuławski 1914 den von Józef Piłsudski gegründeten Polnischen Legionen an und verstarb im Jahr darauf in einem Militärlazarett an Bauchtyphus.
Żuławskis bekannteste Werke sind das Theaterstück Eros i Psyche (deutsch Eros und Psyche. Szenische Darstellungen in sieben Kapiteln, 1904) und die sogenannte Mondtrilogie: In diesem Science-Fiction-Dreiteiler, bestehend aus den Romanen Na srebrnym globie. Rękopis z Księżyca (deutsch Auf dem silbernen Globus. Eine Handschrift vom Mond, 1903), Zwyciężca (deutsch Der Sieger, 1910) und Stara ziemia (deutsch Die alte Erde, 1911), beschreibt Żuławski die Gründung und weitere Geschichte einer menschlichen Kolonie auf der Rückseite des Mondes und den Zusammenprall mit einer dort seit Jahrtausenden ansässigen außerirdischen Zivilisation. Besonders erwähnenswert ist dabei die kritische Beleuchtung etwa der im Verlauf der drei Bände fortschreitenden Mythenbildung um die ersten Siedler sowie weiterer Mechanismen der menschlichen Gesellschaft und Religion.
Żuławski selbst erstellte auf Basis seines Stücks Eros i Psyche ein gleichnamiges Opernlibretto Eros und Psyche, das von Ludomir Różycki vertont wurde. Die Uraufführung fand am 10. März 1917 im Stadttheater Breslau in deutscher Sprache statt.
Der polnische Regisseur Andrzej Żuławski, Großneffe des Autors, verfilmte den Roman Na srebrnym globie (deutsch Der Silberne Planet) 1976 unter gleichem Titel; das Projekt wurde jedoch nur zu vier Fünfteln vollendet, da die polnischen Behörden unter Führung der Vereinigten Polnischen Arbeiterpartei die Dreharbeiten aus politischen Gründen stoppten und sämtliche Requisiten sowie Teile des Filmmaterials verbrennen ließen.

## Bibliografie
Mondtrilogie (Romanzyklus)
- Na srebrnym globie (1902)
  - Deutsch: Auf silbernen Gefilden. Übersetzt von Kasimir Lodygowski. Georg Müller, 1914. Auch als: Auf dem Silbermond. Übersetzt von Edda Werfel. Suhrkamp (Phantastische Bibliothek #88), 1983, ISBN 3-518-37365-X. Auch als: Auf dem silbernen Globus. Übersetzt von Roswitha Buschmann. Das Neue Berlin, 1984.
- Zwycięzca (1909)
  - Deutsch: Der Sieger. Übersetzt von Edda Werfel. Suhrkamp (Phantastische Bibliothek #101), 1983, ISBN 3-518-37416-8.
- Stara Ziemia (1911)
  - Deutsch: Die alte Erde. Übersetzt von Edda Werfel. Suhrkamp (Phantastische Bibliothek #114), 1983, ISBN 3-518-37468-0.

Laus feminae (Romane)
- Powrót (1913)
- Profesor Butrym (1914)

Sammlungen
- Na strunach duszy. Poezje: Garść pierwsza [сборник стихов] (1895)
- Intermezzo (1897)
- Stance o pieśni [сборник стихов] (1897)
- Poezje II [сборник стихов] (1900)
- Opowiadania prozą [сборник рассказов] (1902)
- Prolengomena: Uwagi i szkice [сборник эссе] (1902)
- Z domu niewoli [сборник стихов] (1902)
- Pokłosie: Poezje 1894–1904 [сборник стихов] (1904)
- Kuszenie szatana [сборник рассказов] (1910)
- Bajka o człowieku szczęśliwym: Nowe opowiadani [сборник рассказов] (1910)
- Szkice literackie: Książki-myśli-ludzie [сборник эссе] (1913)
- Przed zwierciadłem prawdy: Szkice filozoficzne [сборник эссе] (1914)
- Miasta umarłe [сборник эссе] (1918)

Gedichte
- Stance o pieśni (1897)
- Do moich synów (1914)

Theaterstücke
- Dyktator (1903)
- Wianek mirtowy: Dramat w czterech aktach (1903)
- Eros i Psyche: Powieść sceniczna w siedmiu rozdziałach (1904)
- Ijola: Dramat w 4 aktach z czasów średniowiecza (1905)
- La bestia: Donna Aluica: Dramat w 5 aktach osnuty na tle dziejów weneckich w XIV wieku (1906)
- Koniec Mesjasza (1906)
- Gra: Tryptyk sceniczny (1906)
- Za cenę łez: Komedja omyłek w 3 aktach (1909)
- Gród Słońca: Baśń dramatyczna w trzech aktach (1911)

Sachliteratur
- Benedykt Spinoza: Człowiek i dzieło (1902)